# Hirculops cornifer
Hirculops cornifer är en fiskart som först beskrevs av Rüppell, 1830.  Hirculops cornifer ingår i släktet Hirculops och familjen Blenniidae. Inga underarter finns listade i Catalogue of Life.